# Robinson College
El Robinson College es uno de los colleges que constituyen la Universidad de Cambridge.
Fue fundado después de que el filántropo británico sir David Robinson ofreciera 17 millones de libras para establecer un nuevo college en Cambridge; esta es todavía una de las mayores donaciones aceptadas por la universidad. Posteriormente Robinson donó a su college otro millón de libras adicional con motivo de la apertura oficial. Los primeros estudiantes de postgraduado y profesores se unieron al college en 1977. Los primeros estudiantes universitarios (20 de ellos) fueron admitidos en 1979, pero no fue hasta el año siguiente cuando empezaron a llegar estudiantes en un número importante. El college fue oficialmente abierto por la reina en mayo de 1981.
El Robinson es el más nuevo de los colleges de Cambridge, y es único debido a que fue el primero en haber sido pensado para estudiantes tanto de pregrado como de postgrado de ambos sexos. A pesar de mantener algunas tradiciones de Cambridge, como un Salón Oficial, el college ha intentado quitar otras; por ejemplo, es uno de los pocos colleges que permite a los estudiantes caminar por la hierba de los jardines del college. El Robinson es en general menos formal y tradicional que la mayoría de los colleges que conforman la universidad.
Diseñado por la firma de arquitectos escocesa Gillespie, Kidd & Coia, los edificios principales del Robinson son particulares debido a su generoso uso de ladrillo rojo en su construcción (casi 1.250.000 unidades). De mención especial son la biblioteca y la capilla, la última con vidrieras diseñadas por John Piper. Localizado a diez minutos andando hacia el oeste desde el centro de la ciudad, detrás de la Biblioteca de la Universidad, cerca de los edificios científicos en el Oeste de Cambridge y de las facultades de arte del Sidgwick Site de la Universidad, el college se levanta en una superficie de 51.000 metros cuadrados. Dentro de sus terrenos se encuentran la Casa y Cabaña Thorneycreek, que acomoda a los estudiantes de postgrado, y el Bin Brook, que una vez suministró el agua al Hospital de St John (ahora St John’s College), que fluye a través de los terrenos del college. El Robinson posee varias casas en Adams Road y Sylvester Road al lado de la sede principal del college, que se usan para alojar a los estudiantes. Un número de estudiantes viven en las diferentes propiedades del college por todo Cambridge.
La entrada principal del college es vía un puente levadizo (como una rampa) que es accesible con silla de ruedas, y también hay diferentes facilidades para aquellos que tienen deficiencias físicas o discapacidad visual.
Con sus modernas instalaciones y un cómodo alojamiento (con la mayoría de las habitaciones de la sede principal equipadas con todas las facilidades), el Robinson es también uno de los centros de conferencias más importantes de Cambridge, y acoge bastantes conferencias durante el verano cuando los estudiantes están fuera disfrutando de sus largas vacaciones. A diferencia de los colleges más antiguos, el Robinson no posee grandes terrenos que le proporcionen ingresos económicos; por lo tanto la habilidad de acoger conferencias representa un importante activo para el college desde un punto de vista financiero.
El Instituto de Investigación Needham también se encuentra dentro de los terrenos del college.